# Spini (okręg Hunedoara)
Spini – wieś w Rumunii, w okręgu Hunedoara, w gminie Turdaș. W 2011 roku liczyła 202 mieszkańców.